# Prysmian
Prysmian Group — итальянская компания, производитель опто-волоконной кабельной продукции. Компания в современном виде была основана в 2005 году, когда Prysmian Group, контролируемая The Goldman Sachs Group Inc., подписала соглашение о приобретении подразделений Energy Cables and Systems и Telecom Cables and Systems у итальянской компании Pirelli.

## История
В 1879 году Компания «Pirelli» начала производство телеграфных кабелей. В 1988 году ею был поглощён производитель кабелей «Filergie» с заводами во Франции и Португалии.
В 2005 году американский инвестиционный банк «Goldman Sachs» купил у «Pirelli» подразделение по производству кабелей и преобразовал его в компанию «Prysmian». В 2007 году акции Prysmian были размещены на бирже. В марте 2010 года Goldman Sachs продал последние 16,8 % акций.
В 2010 году был куплен нидерландский производитель кабелей «Draka Holding».
В декабре 2017 года было достигнуто соглашение о покупке американского производителя кабелей General Cable в сделке стоимостью 3 млрд долларов.
В апреле 2024 года за 3,9 млрд евро была куплена техасская компания «Encore Wire», производитель медных и алюминиевых кабелей.
В марте 2025 года достигнуто соглашение о приобретении компанией «Channell Commercial Corporation», производителя интегрированных решений в области предоставления доступа в интернет (США). Сумма сделки составит 950 млн долл. Это станет первой крупной инвестицией компании в области цифровых решений.

## Деятельность
Подразделения по состоянию на 2023 год:
- кабели — производство разного типа электрических кабелей, 74 % выручки;
- проекты — прокладка подземных и подводных силовых и телекоммуникационных кабелей, 16 % выручки;
- телекоммуникации — производство медных и волоконно-оптических кабелей связи, оборудования для телекоммуникационных сетей, 10 % выручки.

Выручка компании за 2023 год составила 15,35 млрд евро, её распределение по регионам: Италия — 13 %, Европа, Ближний Восток и Африка — 40 %, Северная Америка — 32 %, Латинская Америка — 9 %, Азиатско-Тихоокеанский регион — 7 %.

## Проекты
- Высоковольтная линия постоянного тока Basslink. Строительство линии было начато в 2004 году и осуществлялось консорциумом компаний Siemens AG и Prysmian. Один из основных контракторов — компания Siemens AG — поставила восемь высоковольтных трансформаторов постоянного тока 196 МВА, а также прочее оборудование для подстанций. Prysmian (ранее Pirelli Energy Cables & Systems) поставила кабельную продукцию[9]. Общая сумма контракта превысила 30 миллионов евро[10].